# Bolatice
Bolatice település Csehországban, a Opavai járásban. Bolatice Kravaře, Dolní Benešov, Bohuslavice, Štěpánkovice, Chuchelná és Kobeřice településekkel határos. Lakosainak száma 4501 fő (2024. január 1.).

## Népesség
A település lakosságának változását az alábbi diagram mutatja:
| Lakosok száma | 1741 | 1915 | 2375 | 2495 | 3892 | 4134 | 4443 | 4478 | 4439 | 4501 |
|               | 1869 | 1890 | 1921 | 1950 | 1980 | 2001 | 2017 | 2019 | 2022 | 2024 |